# موزه هلندی کلمبو
موزه هلندی کلمبو (انگلیسی: Colombo Dutch Museum) موزه‌ای در شهر کلمبو واقع در سری‌لانکا است که تاریخ حکومت استعماری هلند در این کشور را پوشش می‌دهد.